# しおみそうま
しおみ そうま（1989年12月31日 - ）は、日本の男性声優。京都府出身。かつてオフィス・ティービーに所属していた。2022年3月26日、芸名を塩見宗真からしおみそうまに変更したことを報告。

## 人物
趣味として映画鑑賞、スキー、スノーボードをそれぞれ挙げている。特技としてバスケットボールと建築設計をそれぞれ挙げている。
資格として普通自動車第一種免許、書道八段をそれぞれ持つ。
2023年2月末をもってオフィス・ティービーを退所した。

## 出演

### テレビアニメ
2015年
- ブレイブビーツ（2015年 - 2016年、風車弦男、ホンカンさん）
- 銀魂゜（役人）

2018年
- ルパン三世 PART5（悪党D、テロリストD）
- 俺が好きなのは妹だけど妹じゃない（男性客）

2020年
- ARP Backstage Pass（TETSU）
- BNA ビー・エヌ・エー（獣人狩A、ギャング、パイロット）
- とある科学の超電磁砲T（研究者）

2021年
- EDENS ZERO（2021年 - 2023年、フットブラザーズ弟、ヤミー、星系連盟軍兵士、ウォード、ケビン 他） - 2シリーズ
- 86-エイティシックス-（士官、兵士）

2022年
- 転生したら剣でした（ゴブリン・メイジ、ユースタス、ボブゴブリン②、冒険者③、ドゥポ）
- ゴールデンカムイ（有古捜索隊の兵士）

2023年
- The Legend of Heroes 閃の軌跡 Northern War（一般兵A、みっしぃ1、村人たち、ニーズヘック兵たち、フェノメノン隊員D 他）
- 真・進化の実〜知らないうちに勝ち組人生〜（Sクラス生徒2）
- 彼女が公爵邸に行った理由（ウィートン）
- デッドマウント・デスプレイ（神官）
- 贄姫と獣の王（近衛兵、男性A）
- EDENS ZERO（ディラン）

2024年
- 月が導く異世界道中 第二幕（受付員、ブライト）

### 劇場アニメ
- コードギアス 奪還のロゼ（2024年、管制官）

### Webアニメ
- 銀魂 THE SEMI-FINAL 真選組篇（2021年、民衆A）

### ゲーム
2014年
- KRITIKA（ケサス）
- 白猫プロジェクト（2014年 - 2020年、ダンテ、エピタフ、ジョニー、フィエゴ）
- パズドラZ

2017年
- 幻獣契約クリプトラクト（2017年 - 2018年、コダチマル、アイゼン）
- コール オブ デューティ ワールドウォーII
- サッカースピリッツ
- 少女とドラゴン（コダチマル、アイゼン）
- ダンジョンに出会いを求めるのは間違っているだろうか〜メモリア・フレーゼ〜
- ファイトリーグ（リングの王ハート）
- モンスターストライク（2017年 - 2022年、スフィンクス〈進化〉、スウィーティカ、ヨトゥン、呂布、ホイールキング、フカヒレ皇帝、ヴラド・ツェペシュ、永倉新八、ホールズ・ブラック、ダーウィン、モリアーティ、ベビーアーク団、ギザーニャ〈進化〉）
- LEGO マーベル スーパー・ヒーローズ 2 ザ・ゲーム

2018年
- ザ・クルー2（レース実況者）

2019年
- FIFA 20（イッシー）
- Borderlands 3

2020年
- 誰ガ為のアルケミスト（ユーエン）

2021年
- 荒野行動（プレイヤーボイス〈男性〉）

2023年
- キュービックスターズ（2023年 - 2024年、モリアーティ、スフィンクス〈獣神モード〉）

### デジタルコミック
- キュンとして、山上くん!（2023年、坊主、古文教師、車掌）[16]

### 吹き替え

#### 映画
- アフター・ワールド2020
- エスケイプ・ゲーム（英語版）
- コンジアム（ジェユン）
- THE GAME ザ・ゲーム（ブライス）
- ジュラシック・アイランド（英語版）
- ディープ・インパクト2018
- トーナメント (映画)（英語版）（キャンベル）
- パーフェクト・ワールド 世界の謎を解け（ロシア語版）（ボス）
- ハッピー・デス・デイ（ティム・バウアー〈カレブ・スピルヤーズ〉）
  - ハッピー・デス・デイ 2U
- ハン・ソロ/スター・ウォーズ・ストーリー
- パラダイス・アーミー（クルーザー〈ジョン・ディール〉）※Netflix版
- ファイブ・ウォリアーズ（ズールー）
- プリズナー
- フロントランナー（ジャック・ガーモンド〈リー・アームストロング〉）
- ホールド・ザ・ダーク そこにある闇
- 僕と君の片想い（英語版）
- ネイビーシールズ:D-DAY
- マーウェン
- マルティニークからの祈り
- ミッドナイト・エクスプレス（エリック〈ノーバート・ウェイサー（英語版）〉）
- ラスト・ウォリアー 最強騎馬民族スキタイを継ぐ者（ロシア語版）（フセスラフ）
- ワンス・アポン・ア・タイム・イン・ハリウッド（アシスタント[17]）

#### ドラマ
- NCIS: ニューオーリンズ（タープス）
- キング・オブ・メディア（ローレンス・イー〈ロブ・ヤン〉）
- クリミナル・マインド 国際捜査班 シーズン2
- ザ・ラストシップ
- ジェシカ・ジョーンズ シーズン3
- ジェントルマン・ジャック紳士と呼ばれたレディ（英語版）（トマス・ビーチ）
- ナチ・ハンターズ（トビアス〈ジョノ・デイヴィス〉）
- ベター・コール・ソウル シーズン4（セバスチャン）
- プリティ・リトル・ライアーズ ORIGINAL SIN（ビリー）
- ミスター・メルセデス

#### アニメ
- ゴッホ 最期の手紙（ミリエ少尉〈ロビン・ホッジス〉[18]）

#### その他
- アメリカお宝鑑定団ポーンスターズ
- 刀剣の鉄人（英語版）
- マーサの楽しい焼き菓子づくり

### ナレーション
- にじさんじのくじじゅうじ（AbemaTV）
- GAME CHANGERプロジェクト〜パラスポーツで社会を変える〜

### シリーズ一覧
1. ↑  第1期（2021年）、第2期（2023年）